# Polinom separabil
În matematică un polinom P(X) cu coeficienți peste un corp K este separabil dacă rădăcinile sale sunt distincte într-o închidere algebrică a K, adică numărul de rădăcini distincte este egal cu gradul polinomului.
Acest concept este strâns legat de cel de polinom liber de pătrate. Dacă K este un corp perfect, atunci cele două concepte coincid. În general, P(X) este separabil dacă și numai dacă este un polinom liber de pătrate peste orice corp care conține K, care este valabil dacă și numai dacă P(X) este coprim față de derivata sa P ' (X).

## Vechea definiție
Într-o definiție mai veche P(X) era considerat separabil dacă fiecare dintre factorii săi ireductibili din P[X] este separabil conform definiției moderne. În această definiție separabilitatea depindea de corpul K, de exemplu, orice polinom peste un corp perfect ar fi fost considerat separabil. Această definiție, deși poate fi convenabilă pentru teoria lui Galois, nu mai este în uz.

## Extensii de corp separabile
Polinoamele separabile sunt folosite pentru a defini extensiile separabile⁠(d):  o extensie de corp K ⊂ L este o extensie separabilă dacă și numai dacă pentru fiecare α ∈ L, care este algebric peste K, polinomul minimal al lui α peste K este un polinom separabil.
Extensiile inseparabile (adică extensiile care nu sunt separabile) pot apărea numai în caracteristica p.
Criteriul de mai sus duce imediat la concluzia că dacă P este ireductibil și nu separabil, atunci P ' (X) = 0.
Prin urmare
{\displaystyle P(X)=Q(X^{p})}
pentru un polinom Q peste K, unde numărul prim p este caracteristica.
Exemplu:
{\displaystyle P(X)=X^{p}-T}
K fiind corpul funcțiilor raționale în nedeterminata T peste câmpul finit cu elemente p. Aici se poate demonstra direct că P(X) este ireductibil și neseparabil. Acesta este de fapt un exemplu tipic în ce constă inseparabilitatea. În termeni geometrici P reprezintă aplicarea pe dreapta proiectivă peste corpul finit, luând coordonatele la puterea p. Astfel de aplicări sunt fundamentale pentru geometria algebrică a corpurilor finite. Cu alte cuvinte, există acoperiri în acel cadru care nu pot fi „văzute” de teoria Galois.
Dacă L este extensia de corp
{\displaystyle K(T)^{1/p},}
cu alte cuvinte, dacă este corpul de descompunere⁠(d) al lui P, atunci L/K este un exemplu de extensie de corp pur inseparabilă. Este de gradul p, dar în afară de identitate nu are un automorfism care fixează K deoarece T1/p este rădăcina unică a lui P. Acest lucru arată în mod direct că teoria Galois trebuie să se destrame aici. Un corp astfel încât să nu existe astfel de extensii se numește perfect. Că corpurile finite sunt perfecte rezultă a posteriori din structura lor cunoscută.
Se poate arăta că produsul tensorial de corpuri al L cu el însuși peste K pentru acest exemplu are elemente nilpotente care sunt diferite de zero. Aceasta este o altă manifestare a inseparabilității: adică, operația produsului tensorial pe corpuri nu trebuie să producă un inel care este un produs de corpuri (deci, nu un inel semisimplu comutativ).
Dacă P(X) este separabil, iar rădăcinile sale formează un grup (un subgrup al corpului K), atunci P(X) este un polinom aditiv.

## Aplicații în teeoria lui Galois
Polinoamele separabile apar frecvent în teoria lui Galois.
De exemplu, fie P un polinom ireductibil cu coeficienți întregi și p un număr prim care nu divide coeficientul principal al lui P. Fie Q polinomul peste corpul finit cu elemente p, care se obține prin reducerea modulo p a coeficienților lui P. Atunci, dacă Q este separabil (ceea ce este cazul pentru orice p, dar finit), atunci gradele factorilor ireductibili ai lui Q sunt lungimile permutărilor ciclice ale grupului Galois⁠(d) al lui P.
Alt exemplu: P fiind ca mai sus, un rezolvant R pentru un grup G, este un polinom ai cărui coeficienți sunt polinoame cu coeficienții lui P, care oferă unele informații despre grupul Galois al lui P. Mai precis, dacă R este separabil și are o rădăcină rațională, atunci grupul Galois al lui P este conținut în G. De exemplu, dacă D este discriminantul⁠(d) lui P, atunci {\displaystyle X^{2}-D} este o soluție pentru grupul altern. Acest rezolvant este întotdeauna separabil (presupunând că caracteristica nu este 2) dacă P este ireductibil, dar majoritatea rezolvanților nu sunt întotdeauna separabili.